# Митрополит канадски Митрофан
Митрофан (световно Радован Кодић; Љуша, код Шипова, 4. август 1951) је архиепископ торонтски и митрополит канадски. Редовни је професор Светог писма Новог завета на Богословском факултету Светог Саве у Либертивилу где је и декан факултета од 1987. године.
Бивши је епископ источноамерички (1991—2016) и викарни епископ топлички (1987—1991).

## Биографија
Рођен је 4. августа 1951. године у селу Љуша у Шипову. Основну школу завршио је 1966. године. Замонашен је уочи Ваведења 1970. године у манастиру Крка а на Ваведење рукоположен је у чин јерођакона од блаженопочившег епископа Стефана (Боце). Завршио је богословију у манастиру Крка 1971. године као део прве генерације богослова (1966–1971). Рукоположен је у чин јеромонаха 1974. а 1975. године је завршио богословски факултет у Букурешту. По завршетку студија, почетком 1977. постављен је за суплента богословије у манастиру Крка. Положио је професорски испит 1979. године. Годину дана касније постављен је за вршилаца дужности ректора а 1987. године за ректора Богословског факултета Светог Саве у Либертивилу.
Изабран је за викарног епископа топличког 1987. и 12. јула исте године постављен је за помоћника администратору Епархије средњозападноамеричке епископу Сави (Вуковићу). За администратора Епархије средњозападноамеричке изабран је 1988. на којој дужности остаје до 1991. када је изабран и постављен за епископа Епархије источноамеричке.
Епископ Митрофан стекао је звање доктора 1997. на Богословском факултету СПЦ у Београду где је одбранио написану докторску дисертацију на тему: „Тајна Христова по посланицама: Ефесцима, Филипљанима и Колошанима Светога апостола Павла.”
На дужности епископа источноамеричког се налазио све до 25. маја 2016. године када је изабран за новог епископа канадског. Устоличен је у Храму Сабора српских светитеља у Мисисаги 18. септембра 2016. на Светој архијерејској литургији предвођеном патријархом српским Иринејом у пратњи епископа сремског Василија, епископа новограчаничко-средњозападноамеричког Лонгина, епископа зворничко-тузланског Хризостома, епископа западноамеричког Максима и још четворица епископа других православних епархија у Канади.
На редовном заседању Светог архијерејског Сабора Српске православне цркве 18. маја 2024. године, унапређен је у чин митрополита.

## Дела
- превод рада протојереја-ставрофора др Димитрија Станилоја „Православно морално богословље” (Букурешт, 1981)
- „Учење Светог Апостола Павла о Цркви” (Епархија источноамеричка, 1991)
- превод рада протојереја-ставрофора др Димитрија Станилоја „Духовност и заједница у православној литургији” (Епархија сремска, 1992)
- превод књиге протојереја-ставрофора др Димитрија Станилоја „Православна догматика I–III” (Епархија источноамеричка, 1997)
- превод рада протојереја др Јована Брије „Речник православне теологије” (Хиландарски фонд, 1999)
- превод рада протојереја-ставрофора др Димитрија Станилоја „Бесмртни лик Божији” (Епархија источноамеричка, 2000)
- „Тајна Христова по посланицама: Ефесцима, Филипљанима и Колошанима Светога апостола Павла” (Епархија источноамеричка, 2000)
- превод рада јеромонаха Јоаникија Балана „Румунски Патерик I” (Епархија источноамеричка, 2005)
- превод рада јеромонаха Јоаникија Балана „Румунски Патерик II” (Епархија источноамеричка, 2006)
- „Увод у Свето писмо Новог завета” (Епархија источноамеричка, 2006)[7]
- превод књиге протојереја-ставрофора др Димитрија Станилоја „Јеванђелски лик Исуса Христа” (Епархија сремска, 2007)
- превод књиге протојереја-ставрофора др Димитрија Станилоја „Исус Христос, светлост света и обожитељ човека” (Источник, 2023)[8]

## Галерија
- Епископ Митрофан са епископом канадским Георгијем (у средини) и епископом нишким Иринејем на освећењу првог српског манастира у Канади, 1994. године
- Беседа епископа Митрофана у Цркви Светог Саве у Торонту о победи Цркве над јереси иконоборства, 2023. године
- Митрополит Митрофан и патријарх Порфирије са члановима црквеног хора „Кир Стефан Србин”, 2024. године
- Портрет владике Митрофана у владичанском двору